# Прозоровский, Владимир Никитич
Князь Владимир Никитич Прозоровский (1670-е – после 1723) — русский государственный и военный деятель 1-й трети XVIII века. 

## Биография
Сын боярина Никиты Петровича Прозоровского и его второй жены Марии Михайловны Голицыной.
В нижних чинах состоял в Семёновской потешной роте. Стольник (1705), полковник (1717). Был в штабе генерал-фельдмаршала князя Михаила Михайловича Голицына (своего дяди) — флигель-адъютантом, потом генерал-адъютантом (1723) и находился с ним в финляндских походах.
Командир Семёновского лейб-гвардии полка (1717—1719).

## Вотчины
- Кашинский уезд, Мерецкий стан, с. Увятино,
- Переяславский уезд, Борисоглебский стан, с. Ивановское.

## Семья и дети
Владимир Никитич Прозоровский был женат на Аграфене Григорьевне — дочери последнего представителя рода Годуновых. 
Дети:
- Пётр Владимирович, капитан. С начала своей службы был в Шляхетном кадетском корпусе, а выпущен в Армию прапорщиком. В отставку вышел в чине капитана. Имел трёх дочерей, две из которых, Аграфена и Марья, умерли в девичестве. Третья, Варвара, вышла замуж за Ивана Семёновича Васильчикова. От этого брака родилось 8 детей
- Анна Владимировна, замужем за Алексеем Петровичем Акинфиевым, капитаном 2-го ранга морского флота. От этого брака родилось 5 детей[4].